# Konstantin II av Kakheti
Konstantin II av Kakheti, död 1732, var en georgisk monark. Han var kung i kungariket Kakheti mellan 1722 och 1732.